# Ana Obregón
Ana Obregón, née Ana Victoria García Obregón le 18 mars 1955 à Madrid, Espagne, est une actrice, présentatrice, danseuse, et écrivain espagnole. Elle est très connue dans le monde de la télévision, aussi bien dans les œuvres de fiction que dans les émissions et les concours à la télévision.

## Biographie
Ana Obregón est née à Madrid en 1955. Elle est la fille d'Antonio García Fernández (18 février 1926) et d'Ana María Obregón Navarro. Dès l'enfance, elle étudie la danse classique et le piano. Elle obtient une licence en biologie attribuée par l'université, Universidad Complutense de Madrid en 1976 avec le meilleur second dossier de sa promotion. Elle a suivi des études incomplètes de vétérinaire et a un master en Management d'entreprise. Ana a un fils appelé Alejandro Lecquio García, mort à 27 ans en 2020.

## Carrière
En 1979, elle débute au cinéma en participant à des films de notoriété au niveau national, en général des films d'action tournés en majorité en Espagne et dans quelques autres pays comme la France, les États-Unis et l'Italie. On peut citer entre autres Tres mujeres de hoy (avec Norma Duval) et Bolero (1984), avec Bo Derek, Andrea Occhipinti, George Kennedy et Mirta Miller. Cette comédie érotique dirigée par John Derek a été distribuée dans plus de 1000 salles aux États-Unis, en atteignant la place no 3. Elle a travaillé avec Vicente Aranda.
En 1985, Ana Obregón effectue une brève intervention dans un épisode de la série américaine L'Agence tous risques (El Equipo A). Ensuite, des obstacles ont surgi pour embrasser une carrière artistique aux États-Unis en tant qu'actrice et retourne en Espagne. En 1987, un de ses derniers films est la comédie à succès La vida alegre de Fernando Colomo.
Au milieu des années 1980, elle commence à espacer son activité cinématographique pour intensifier ses apparitions à la télévision en participant à l'émission Como Pedro por su casa, du comique Pedro Ruiz où elle participe à une parodie de journal télévisé à laquelle José Luis Coll collabore. Elle exerce aussi en tant que scénariste et s'implique dans la gestion de l'entreprise de construction que possède sa famille.
En 2012, Ana Obregón reçoit une récompense pour l'ensemble de sa carrière au Festival International de cinéma de Monaco.
Du 18 mai à fin juin 2015, Ana Obregón participe au tournage du film Santiago Apóstol aux côtés de Julián Gil qui joue le rôle-titre et d'Yvonne Reyes, une production de José Manuel Brandariz.
Elle devient mère en 2023, à l'âge de 68 ans, grâce à une mère porteuse à Miami, aux États-Unis, provoquant un débat sur la légalisation de la pratique de la GPA en Espagne pour autant qu'elle réponde à des motifs altruistes,,,. Ana Obregón a révélé plus tard que la petite fille était l'enfant de son fils décédé en 2020, qui a conservé des échantillons de son sperme avant de commencer le traitement de son cancer. Dans une interview en mai 2023 pour le magazine espagnol ¡Hola!, elle mentionne l'enfant comme « sa petite-fille ».
Elle détient en 2023 une fortune de 30 millions d'euros.

## Filmographie

### Films
- 1979 : Cuba : une femme, réalisé par Richard Lester
- 1980 : Me olvidé de vivir : photographe de Paris, réalisé par Orlando Jiménez Leal
- 1980 : Tres mujeres de hoy : Victoria, réalisé par Germán Lorente
- 1980 : Hijos de papá : Amparo, réalisé par Rafael Gil
- 1980 : Otra vez adiós : Ana, réalisé par Miguel Ángel Rivas
- 1981 : L'Enfer en quatrième vitesse (Carrera Salvaje) : Janice, réalisé par Antonio Margheriti
- 1981 : Misterio en la isla de los monstruos : Meg Hollaney / Meg Calderón, réalisé par Juan Piquer Simón
- 1981 : Belles, blondes et bronzées : réalisé par Max Pécas
- 1982 : Corazón de papel : réalisé par Roberto Bodegas
- 1982 : Regreso al más allá : Nora, réalisé par Juan José Porto
- 1982 : Fredy, el croupier : Sonia, réalisé par Álvaro Sáenz de Heredia
- 1983 : El tesoro de las 4 coronas : Liz, réalisé par Ferdinando Baldi
- 1983 : Una pequeña movida : réalisé par Vicente Sáinz
- 1984 : Bolero : Catalina, réalisé par John Derek
- 1984 : Goma 2 : Elisa, réalisé par José Antonio de la Loma
- 1987 : Policía : Luisa, réalisé par Álvaro Sáenz de Heredia
- 1987 :La vida alegre : Carolina, réalisé par Fernando Colomo
- 1987 :El gran Serafín : Hilda, réalisé par José María Ulloque
- 1988 : Sinatra : Isabel, réalisé par Francesc Betriu
- 1988 : Juegos prohibidos de una dama : réalisé par Carlo Vanzina
- 1988 : Tutta colpa della SIP : Lilli Lamberti, réalisé par Gianfranco Bullo
- 1991 : Ho sap el ministre? : Marta Figueras, réalisé par Josep Maria Forn
- 1996 : Calor... y celos : Laura, réalisé par Javier Rebollo
- 1998 : La mirada del otro : Marian, réalisé par Vicente Aranda
- 2004 : Escuela de seducción : Ana Obregón, réalisé par Javier Balaguer
- 2011 : Torrente 4 : réalisé par Santiago Segura
- 2016 : Santiago Apóstol : Reina Loba de Calixtino, réalisé par José Manuel Brandariz[11]
- 2016 : La promesa de Nadia : réalisé par Stephen Bridgewater
- 2017 : El secreto del retrato : Stella, réalisé par Janet Alvarez Gonzalez

### Telenovelas
- 1998 : Blasco Ibáñez[12]
- 1998-1999 : A las once en casa : Paula
- 2000 : El patito feo
- 2000-2001 : ¡Ala... Dina! (3 épisodes)
- 2002-2005 : Ana y los 7
- 2006 : Ellas y el sexo débil : Carla
- 2008 : Hôpital central : Celia Tabernero (2 épisodes)
- 2008 : Mira quién baila
- 2012 : Noche de Reyes y Estrellas (gala spécial)
- 2014 : Sábado sensacional
- 2014 : Mi corazón es tuyo : participation spéciale

## Théâtre
2015 - 2016 : Sofocos plus : Ana Obregón (Protagoniste)